# Baldernock
Baldernock (Schots-Gaelisch: Baile D' Earnaig) is een dorp in de Schotse council East Dunbartonshire in het historisch graafschap Dunbartonshire. Baldernock ligt ongeveer 15 kilometer van Glasgow.